# Hot Sauce
『Hot Sauce』（ホットソース）は、韓国のボーイズグループ・NCT DREAMの1枚目のオリジナルアルバム。2021年5月10日にDreamusから発売された。2021年6月28日には、リパッケージアルバム『Hello Future』が発売された。

## 概要
- NCT DREAM初のフルアルバム。
- 2020年にグループに復帰したマークが参加しており、2018年の『We Go Up』以来、約3年ぶりに7人で活動するアルバム。
- 発売から1週間で101万枚を売り上げ、グループ初のミリオンセラーを達成した（韓国・ハントチャート）[10]。発売から16日の5月26日には、204万枚を売り上げ、ダブルミリオンセラーを達成した[11]。

## プロモーション
- 2021年5月10日、タイトル曲「Hot Sauce」ミュージックビデオが公開された。ミュージックビデオでは、曲名に合わせてメンバーたちが、ホットソースの広告モデルとして登場している[12]。
- 5月11日、オンラインカムバックショー「7DREAM RETURN! 7+味=SHOW」を配信した。

### アレンジバージョン
6月10日、タイトル曲「Hot Sauce」リミックスバージョン「iScreaM Vol.9 : Hot Sauce Remixes」が発売された。HitchhikerとMINIMONSTERが参加した2つのバージョンが収録されている。

## チャート成績
- ガオンチャートアルバムランキングにて、3週連続で週間1位を獲得した[14]。また、2021年上半期アルバムチャートでは、1位を記録した[3]。
- オリコン週間アルバムランキングにて、1位を獲得した[5]。なお、1970年1月5日付より開始した本ランキングにおいて、本アルバムが1600作目の1位となった[15]。
- 2021年5月のオリコン月間アルバムランキング（2021年5月3日～2021年5月30日）においても、1位を獲得した[7]。
- Billboard JAPAN「Top Albums Sales」（2021年5月17日～5月23日）では、40,032枚を売り上げ、1位を獲得した[9]。
- iTunesトップアルバムチャートにて、アメリカ・カナダ・メキシコ・チリ・日本など、世界37の国と地域で1位を獲得した[16]。

## 受賞・評価
- 第36回ゴールデンディスク賞「本賞（アルバム部門）」受賞
- 第31回ソウル歌謡大賞「最高アルバム賞」受賞
- 第11回ガオンチャートミュージックアワード「今年の歌手賞（アルバム部門・第2四半期）」受賞
- ビルボード「25 Best K-Pop Songs of 2021」選出（「Hot Sauce」）[17]
- DAZED「The Best K-pop Tracks of 2021」選出（「Hot Sauce」）[18]

## 収録曲
1. Hot Sauce（맛; 味）[3:17]
  - 作詞：문여름 (Jam Factory)、조윤경
  - 作曲：Martin Wave、Tinashe Sibanda、Philip Kembo、Rosina 'Soaky' Russell、John Mitchell、Ninos Hanna、유영진
  - 編曲：Martin Wave、Bantu、Dr. Chaii、유영진

呪文を唱えるようなシグニチャーサウンドが印象的なアフロビートが加味されたヒップホップナンバーのタイトル曲[19]。
2. Diggity [3:30]
  - 作詞：KENZIE（英語版）
  - 作曲：KENZIE、Moonshine、Cazzi Opeia
  - 編曲：Moonshine

一度聞いたら耳から離れない中毒性のあるポップダンス曲。「未知の世界に向かって一緒に冒険を開始する」という内容の若さ溢れるエネルギーが引き立つトラック[20]。
3. Dive Into You（고래; クジラ）[3:14]
  - 作詞：Ellie Suh (153/Joombas)
  - 作曲：David Wilson、Wyatt Sanders、James Abrahart
  - 編曲：dwilly

「僕と君」を「クジラと海」に例えている[19]。
4. My Youth（우리의 계절; 僕たちの季節）[3:57]
  - 作詞：이지윤 (JamFactory)
  - 作曲：David Wilson、Wyatt Sanders、Scott Effman
  - 編曲：dwilly

叙情的なコーラスが魅力的なR&Bポップジャンルの楽曲[21]。
歌詞には、お互いの惜しみない純粋な感情と思い出を振り返り、一緒にいたからこそ美しく輝いた季節に感謝の気持ちを込めている[22]。
5. Rocket [2:56]
  - 作詞：조윤경
  - 作曲：Moonshine、Misunderstood、Realmeee
  - 編曲：Moonshine
6. Countdown (3,2,1) [3:36]
  - 作詞：장정원 (Jam Factory)、Rick Bridges
  - 作曲：Moonshine、DEEZ、Bobii Lewis、Rick Bridges、Slow Rabbit、Supreme Boi
  - 編曲：Moonshine
7. ANL [3:47]
  - 作詞：jane、ron、그리즐리 (Grizzly)、크래커 (CRACKER)、JUNNY (주니)、이아일
  - 作曲：no2zcat、이아일、JUNNY (주니)、ron
  - 編曲：no2zcat

タイトル「ANL」は「All Night Long」の略[19]。
8. Irreplaceable（주인공; 主人公）[3:25]
  - 作詞：조아영(153/Joombas)、Rick Bridges
  - 作曲：DEEZ、The Family、Rick Bridges
  - 編曲：DEEZ

愛する恋人が自分の人生の主人公であることを歌ったスウィングリズムのラブソング[12][19]。鍵盤、ブラス、打楽器などのサウンドが躍動感を引き出している[12]。
9. Be There For You（지금처럼만; 今のように）[3:45]
  - 作詞：밍지션 (minGtion)、JUNNY (주니)
  - 作曲：밍지션 (minGtion)、JUNNY (주니)
  - 編曲：밍지션 (minGtion)

美しいピアノ旋律に重なる感性溢れるボーカルが際立つバラード曲[21]。
「メンバーといつも一緒にいたい」という気持ちが込められた歌詞とアコースティックなギターサウンド、豊富なコーラスが調和して、温かい雰囲気を醸し出している[21]。
10. Rainbow (책갈피; しおり) [3:52]
  - 作詞：조윤경、MARK、JENO、JAEMIN、JISUNG
  - 作曲：Jurek Reunamäki、Rik Annema、Cimo Frankel、Annie Schindel、Griff Clawson
  - 編曲：Jurek Reunamäki

マーク・ジェノ・ジェミン・チソンがラップメイキングに参加した。歌詞には、本アルバムをしおりを挿した本になぞらえ表現し、7人のメンバーたちが美しい虹のように、新しいページを作っていこうという意味が込められている[19][23]。

## リパッケージアルバム

### 概要
- 1stフルアルバム『Hot Sauce』に、タイトル曲「Hello Future」と「Bungee」「Life Is Still Going On」など、3つの新曲が追加されている。
- 2021年7月9日、売上枚数が119万枚を超え、ミリオンセラーを達成した[29]。
- 1stフルアルバム『Hot Sauce』が207万枚、1stリパッケージアルバム『Hello Future』が127万枚の計335万枚を売り上げ、トリプルミリオンセラーを記録した[30]。

### ミュージックビデオ
- 2021年6月28日、タイトル曲「Hello Future」ミュージックビデオを公開した。
ミュージックビデオは、70年代のヒッピーの雰囲気と90年代のUFO・メン・イン・ブラックの空気感を融合させている[31]。

### チャート成績・評価
- ガオンチャート週間アルバムランキングにて、1位を獲得した。
- iTunesトップアルバムチャートにて、フィンランド・ロシア・ポーランド・インド・インドネシアなど、19の国と地域で1位を獲得した[32]。
- Harper's BAZAAR誌の「The Top 15 K-Pop Albums of 2021」に選定された[33]。
- タイトル曲「Hello Future」は、米Paper誌の「The 40 Best K-Pop Songs of 2021」に選定された[34]。

### アレンジバージョン
- 2023年5月19日、SM Classics TOWN Orchestraより「Hello Future (Orchestra Ver.)」が公開された[35]。
- 2024年10月10日、新たなリミックスバージョン「Hello Future (KENZIE RE:WORKS)」をリリース。デジタルシングル「RE:WORKS」に収録されている[36]。

## 収録曲（リパッケージアルバム）
1. Hello Future [3:42]
  - 作詞：KENZIE（英語版）
  - 作曲：KENZIE、Moonshine、Adrian Mckinnon
  - 編曲：Moonshine

タイトル曲。パワフルなシンセサウンドと魅力的なフックが融合したトラップリズムのヒップホップダンスナンバー[37]。
歌詞には「戦争の傷から立ち直り、これから先の希望に満ちた未来と共に成長し続ければ、互いへの愛と信頼がさらに輝き、堅固になる」というメッセージが込められている[38][39]。
ポイントダンスには「挨拶」を表現したジェスチャーが用いられている[40]。
2. Bungee [3:30]
  - 作詞：KENZIE
  - 作曲：KENZIE、Moonshine、Stephan Benson
  - 編曲：Moonshine

相手の懐に飛び込む様子を、バンジージャンプになぞらえて表現したエレクトロポップ曲[39]。
3. Hot Sauce（맛）
4. Diggity
5. Life Is Still Going On（오르골; オルゴール）[3:40]
  - 作詞：1월 8일
  - 作曲：Uzoechi Emenike、Sam Klempner
  - 編曲：Sam Klempner

人生を絶え間なく回るオルゴールに例え、一日一日を大切に過ごそうというメッセージが込められている[39]。
6. Dive Into You（고래）
7. My Youth（우리의 계절）
8. Rocket
9. Countdown (3, 2, 1)
10. ANL
11. Irreplaceable（주인공）
12. Be There For You（지금처럼만）
13. Rainbow（책갈피）